# Henry Grace
Henry Grace (20 de março de 1907 — 16 de setembro de 1983) é um diretor de arte estadunidense. Venceu o Oscar de melhor direção de arte na edição de 1959 por Gigi, ao lado de William A. Horning, E. Preston Ames e F. Keogh Gleason.